# Hôtel de la Bertaudière
L’hôtel de la Bertaudière est un hôtel particulier situé à Saint-Malo, dans le département d'Ille-et-Vilaine, au numéro 2 de la rue du Chat-qui-Danse.

## Histoire

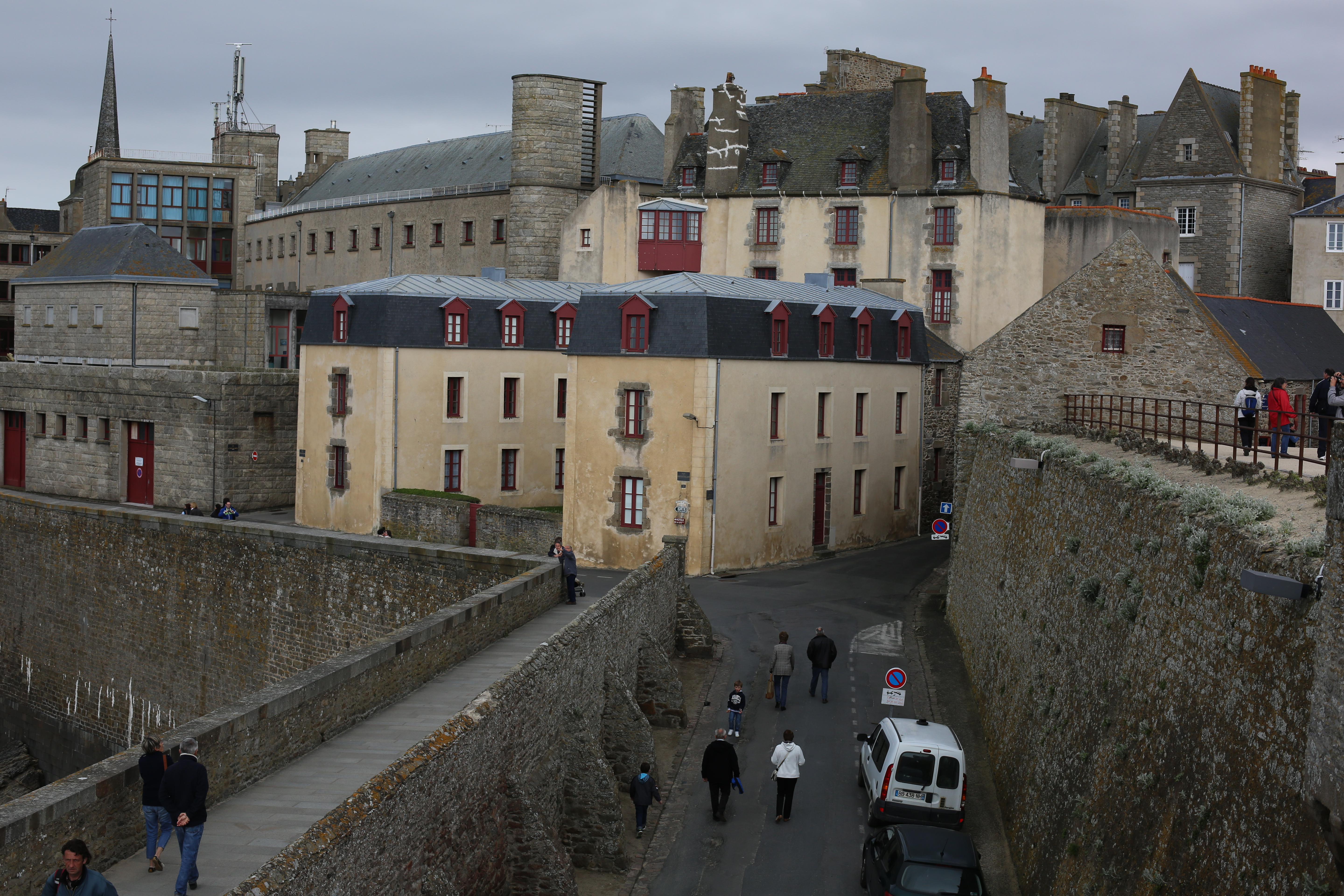
Vue d'ensemble.

C'est probablement la maison natale du corsaire Robert Surcouf. Il est construit par Claude Crosnier, sieur de la Bertaudière, en 1649, ainsi que l'indique le portail cintré qui s'ouvre sur la petite cour intérieure. Il occupe l'emplacement de ce qui restait alors du Château Gaillard (forteresse construite à partir de 1394 par Charles VI pour protéger la cité du côté du large, avant d'être remplacé par le château de Saint-Malo orienté de façon à tenir la ville en respect), les matériaux étant employés à la construction.
Ce bâtiment fait l’objet d’une inscription au titre des monuments historiques depuis le 14 février 1946.